# John Riley
John Patrick Riley (en irlandés: Seán Pádraic Ó Raghallaigh), también conocido como John Riely, John O'Riley o John O'Reilly (y en documentos mexicanos también como Juan Reyle, Reley, Reely o Reiley), (Clifden, Connemara, condado de Galway, 1817-1818 - Veracruz, México, 10 de octubre de 1850) fue un militar irlandés conocido por desertar del ejército estadounidense para unirse al mexicano durante la Intervención estadounidense en México (1846-1848).

## Biografía
Natural de Irlanda, emigra a Estados Unidos (como muchos de sus compatriotas), donde alcanza el grado de teniente del Ejército de los Estados Unidos. Estando al mando de la compañía K del Quinto Regimiento de Infantería de Estados Unidos, deserta (probablemente por la actitud de los mandos y su política respecto de los católicos) antes de la declaración formal de Guerra México - Estados Unidos (esto le salvará de la ejecución por la corte marcial de Ciudad de México en 1847) y se integra en las Fuerzas armadas de México.
Riley y Patrick Dalton formaron el batallón de San Patricio, estando Riley al mando. Llegaron a formarlo varios cientos de soldados, principalmente emigrantes de Irlanda. Lucharon en la batalla de Monterrey, la batalla de la Angostura, la batalla de Cerro Gordo y los sobrevivientes fueron capturados al concluir la batalla de Churubusco, a las afueras de Ciudad de México. El consejo de guerra le condena a trabajos forzados y ser marcado con la "D" de desertor.
Robert Ryal Miller, autor de "Shamrock and Sword", descubrió el certificado de defunción de Riley en la catedral (antes parroquia) de Veracruz, con referencia al nombre de "Juan Reley", como se usó en los registros de las Fuerzas armadas de México; desdobladas las abreviaturas, dice a la letra:

"En la Heroica Ciudad de Veracruz, en treinta y uno de Agosto de mil ochocientos cincuenta, Yo Don Ignacio José Jiménez, cura propio de esta Parroquia, título la Asunción de Nuestra Señora, di sepultura eclesiástica en el cementerio general al cuerpo de Juan Reley, de cuarenta y cinco años de edad, natural de Irlanda, soltero, se ignora los padres, y murió de resultas de embriaguez, sin sacramentos, y lo firmé".[rúbrica]

En su honor y en el de los miembros del Batallón de San Patricio, la bandera de México ondea en el centro de la ciudad de Clifden, Irlanda.

## Detalles de su vida
Llega a Texas muy posiblemente cuando ésta aún era mexicana. Dentro del ejército tejano, constituido posteriormente a la separación de Texas, de México, ocupa el grado de teniente que desempeña hasta que el nuevo estado es anexado a los Estados Unidos, que prepara una guerra contra México mientras reprime y esclaviza a los mexicanos que han quedado del lado tejano que en ese momento ya era estadounidense. Testigo de la injusticia cometida, se rebela desertando cuando se le ordena tomar parte en las acciones contra los mexicanos y recibe órdenes de incorporarse al ejército que se preparaba para la invasión. En 1845, Riley y un pequeño grupo de irlandeses, campesinos católicos en su mayoría, desertan y se dirigen al lado mexicano donde se alistan en el ejército de ese país. Sería en la batalla de Matamoros, declarada la guerra, en donde se une el grueso de los hombres, con John Patrick Dalton a la cabeza, que integraron el famoso Batallón de San Patricio, que no sólo eran irlandeses sino también alemanes y de otras nacionalidades que profesaban la religión católica, pero que detestaban la ignominiosa disciplina del ejército (de ideología cristiana protestante), particularmente humillante para los propios irlandeses.
Encuadrados como batallón de artillería, Riley y sus hombres lucharon como héroes valerosos, en las batallas de Monterrey (21 a 23 de septiembre de 1846), La Angostura (22 y 23 de febrero de 1847), Cerro Gordo (18 de abril de 1847) y particularmente la de Churubusco en donde combatieron con valor extraordinario el día 20 de agosto de 1847, cargando cañones y mosquetes hasta con piedras debido a que se había terminado el parque de las fuerzas mexicanas. Patrick Dalton, segundo en el mando del glorioso batallón, derribó por tres veces consecutivas la bandera de tregua, continuando la lucha en cada ocasión. John Riley y todos los que quedaban del Batallón de San Patricio fueron apresados por las fuerzas invasoras comandadas por Winfield Scott y sometidos a juicio.
Condenados bajo la acusación de deserción en tiempo de guerra, la mayoría de los más de sesenta sobrevivientes fueron condenados a la muerte en la horca, Dalton entre ellos. John Riley y unos pocos fueron indultados en consideración a que se habían pasado a los mexicanos antes de la declaración de guerra, aunque se cree que más bien lo dejaron vivo para que sufriera en vida su humillación y la muerte de sus paisanos. Sin embargo todos, sin excepción, incluso los condenados a muerte, sufrieron la pena de 50 azotes con látigos de siete puntas y la marca a fuego con la "D" de desertor. A Riley le fueron dados casi cien azotes y se le marcó dos veces con la letra de infamia, fingiendo supuestos errores en la cuenta de azotes y en la forma de marcarlo a fuego, se le marcó en la nalga y bajo su ojo derecho. Las ejecuciones se sucedieron en tres episodios, frente a la población mexicana, que fue testigo de la infamia cometida contra aquellos prisioneros inermes a los que se obligaba a cavar su propia tumba antes de ejecutarlos.
Los últimos ahorcamientos se sucedieron al final de la batalla de Chapultepec, el día 13 de septiembre de 1847, habiéndose mantenido a los prisioneros parados sobre carretas, con la soga al cuello, y amarradas sus manos a la espalda, durante casi diez horas, en espera de la muerte. Incluso Francis O'Connor, un soldado irlandés quien convalecía de la amputación de ambas piernas fue llevado a rastras hasta el patíbulo a última hora. Al serles leída la sentencia que advertía que serían ahorcados cuando el pabellón estadounidense  sustituyera al mexicano en el Colegio Militar de Chapultepec, convertido en fortaleza, Dalton contestó retador: ¡Entonces moriremos de viejos! -John Riley fue llevado en el último instante para que presenciara el fin de su batallón. Fue entonces cuando sucedió algo extraordinario. Con dificultad, Riley se irguió y dio la orden de fuego que todos los sentenciados contestaron con vítores a Irlanda, México y la libertad. Así fue exterminado el glorioso Batallón de Artillería de San Patricio, a cuyos hombres, los mexicanos con gran respeto y admiración llamaban "los colorados", y los que recibieron del gobierno de México la "Cruz de La Angostura", por su destacadísima actuación en la batalla de La Angostura, en donde diezmaron a un batallón estadounidense y le capturaron dos de sus cañones.

## Desaparición y muerte
John Riley, después de cumplir durante casi un año la pena de trabajos forzados hasta el final de la ocupación estadounidense, desapareció casi sin dejar huella.
Tras una pertinaz búsqueda, el escritor e historiador Robert Ryal Miller, autor de "Shamrock and Sword", encontró el acta de defunción de un hombre de nombre Juan Reley, en la parroquia del puerto de Veracruz.